# 内田浩一
内田 浩一（うちだ こういち、1968年9月28日 - ）は、千葉県出身の元騎手・元調教助手。

## 来歴
4歳の時に両親が離婚し、2歳下の妹と共に児童養護施設に預けられた。中学時代は自転車で2時間も掛かるゴルフ場に行き、キャディのアルバイトをしていた。「お金を稼ぐ仕事がしたい」と思っていた内田は、祖母が船橋競馬場の馬主と知り合いであったこともあり、騎手を目指す。競馬学校に入学するが、それまでは馬に乗ったこともなく、競馬も見たことがなかった。
1988年に栗東・池江泰郎厩舎からデビューし、同期には岡潤一郎・岸滋彦・千田輝彦・菊沢隆徳らがいた。1年目の同年は3月5日の阪神第3競走4歳新馬・ヤマニンホーマー（9頭中6着）で初騎乗を果たし、4月10日の阪神第6競走4歳400万下をアルピガで逃げ切って初勝利を挙げた。初年度は8勝をマークし、2年目の1989年に初の2桁となる11勝を挙げ、同年から2004年まで16年連続2桁勝利を記録。1989年は11月18日の京都で初の1日2勝、同25日と翌26日には中京で初の2日連続勝利をマーク。　
3年目の1990年には自己最多の26勝を挙げ、中日新聞杯を15頭中10番人気のドウカンジョーで制して重賞初制覇。ラッキーゲランでは函館記念でトップハンデ57.5kgながら2馬身差の快勝で重賞2勝目を挙げ、毎日王冠ではオサイチジョージ・バンブーメモリーを破って3勝目を挙げる。菊花賞ではメジロマックイーンでGI競走初制覇を果たす（後述）。
1991年はメジロマックイーンについては、武豊へ乗り代わりとなったが、同年の函館3歳ステークスでアトムピットに騎乗し、サンエイサンキューをアタマ差退けて重賞5勝目を挙げる。マックイーンが断然人気に応えた京都大賞典ではコウエイダッシュに騎乗し、ミスターシクレノンをハナ差抑えると同時にダイユウサク・メジロパーマーに8馬身差付ける3着に入った。
1993年はラビットボールで京都牝馬特別2着から中山牝馬ステークスを制し、ラッキーゲランでは金杯（西）で2着から8着まで同タイムでハナ差という史上稀に見る大激戦を3着とし、マックイーン5馬身差圧勝の産経大阪杯では3コーナーまで逃げて最後はナイスネイチャに交わされるも3着に粘った。11月6日の福島第10競走会津特別・メジロレノンズで通算100勝を達成。
1994年はタイキデュークで阪神で行われたきさらぎ賞・京都4歳特別を共に3着とする。1995年はフリーとなり、1996年の金杯（西）では16頭中15番人気のホウエイコスモスで道中は逃げるイナズマタカオーをナリタキングオーと共にマークし、直線ではミッドナイトベット・エリモダンディーに交わされるも3着に粘った。1999年にはシンカイウンで中京記念をオークス馬エリモエクセルの3着とし、続く中日新聞杯では連覇狙うツルマルガイセンに3馬身差付けて快勝。人気に応えて6年ぶりの重賞制覇を挙げるが、自身最後の重賞制覇となるが、中日新聞杯が行われた3月7日には第12競走4歳以上500万下・プレゼントシチーで200勝を達成。2005年には9月3日の小倉第1競走2歳未勝利・ドナラークで300勝を達成するが、同年はデビュー以来となる8勝に終わる。
2006年からは騎乗機会確保のため、それまで一度も騎乗したことのなかった障害にも騎乗するようになった。デビュー後に障害の免許を返上して平地のみで騎乗する騎手も多い中、デビューから19年目での障害競走初騎乗というのは極めて珍しい例である。同年は障害2勝も含む11勝と2年ぶりの2桁をマークするが、自身最後の2桁となった。小倉サマージャンプでは12番人気の九州産馬・コウエイトライの逃げ切り許すも、キングジョイで10馬身後ろの2着に入った。
2007年1月13日の京都第8競走牛若丸ジャンプステークスでサフランブリザードに騎乗し、競走中に落馬。頭蓋骨を骨折するなどの重傷を負ったが、療養の末、同年4月に無事復帰を果たしたが、同年は自己最低の5勝に終わる。同22日には京都第4競走障害4歳以上未勝利・トーワスラッガーで復帰後初勝利を挙げるが、同年初勝利で最後の障害勝利となった。ウエスタンダンサーでダート短距離の未勝利→500万下を連勝し、ブルーショットガンの障害転向初戦に騎乗することもあったが、8月25日の小倉第7競走3歳未勝利・メイショウセイランが自身最後の勝利となった。
2008年からは清水出美厩舎の所属となり、3月20日付で騎手を引退することとなった。2月11日の京都第4競走障害4歳以上未勝利・グラントリアノン（12頭中12着）が障害最後の騎乗、3月16日の阪神第5競走3歳新馬が最後の騎乗となる。かつて所属していた池江厩舎のケイアイフェラーリで1番人気に推されたが、手応え良く2番手を進んだが直線の伸びを欠き6着であった。レース後にウイナーズサークルで引退式が行われ、騎手仲間から胴上げされて 3度宙に舞った。なお、最後の騎乗レースのゼッケンと実際に使用されたゴーグルはそれぞれサインが入り、抽選で競馬ファンにプレゼントされた。最終騎乗日に中山で、マックイーンの産駒であるホクトスルタンがサンシャインステークス（1600万下）、ヤマニンメルベイユが続く中山牝馬ステークスを制し、一部マスコミでは当日を「マックイーン・デー」と称した。
引退後は清水厩舎の調教助手に転身し、清水の定年後は松下武士厩舎所属となり、2019年の阪神ジュベナイルフィリーズを制したレシステンシアなどを担当。騎手時代は自分の稼ぎで妹の学費を払うなど真面目で心優しく、その人柄から労働組合の副委員長を務めたこともあった。
現在は調教助手も退き、香川県観音寺市の「有明浜ホースパーク」で乗馬の講師として活動している。

## 1990年菊花賞・メジロマックイーンのエピソード
1990年の菊花賞をメジロマックイーンで制覇し、自身唯一のGI競走制覇を果たしたが、菊花賞を前に前哨戦での騎乗ミスから騎手交代のピンチにあった。
同年9月の函館競馬からコンビを組み、木古内特別（500万下・ダート1700m）、大沼ステークス（900万下・芝2000m）と連勝し、菊花賞3週前となった10月13日の嵐山ステークス（1500万下、京都・芝3000m）では圧倒的な1番人気で挑んだが、9頭立ての少頭数にもかかわらず不利を捌けず2着に終わる。馬群の中に包まれて、内田が「まずい」と感じた時にはあっという間に進路を見失い、坂を下りきっても馬群はばらけず、行くところ、行くところ、前の馬が壁になった。内、外と激しく手綱を動かして進路を探すが、抜けられるようなスペースは見つからず、残り150mを過ぎてようやく馬群の外へと持ち出して猛然と追い込んだが時既に遅かった。誰の目にも明らかに脚を余していた2着で、真っ青な顔をした内田は、黙ったまま検量室へと消えた。菊花賞では若い内田から別の騎手への乗り替わりも取りざたされ、この頃から「武豊へ乗り替わり」の声も出ていた。
内田がラッキーゲランでGI初騎乗を果たした天皇賞（秋）の日、同馬とメジロマーシャスを送り込んでいた師匠の池江は、東京のスタンドでメジロ牧場の総帥である北野ミヤと会い、自分の口から「菊花賞の鞍上なのですが……」と切り出す。ミヤは言葉を遮るように口を挟み、「池江さん、一度のミスで若い人を降ろしてしまったら可哀想ですよ。菊花賞も内田くんでいきましょう」と内田の騎乗継続を進言し、池江は「騎手なら一度は通らなければならない道」として騎乗継続を決断した。
菊花賞当日は池江からレース前に「浩一、嵐山Sの二の舞いだけはするなよ。ただ3000メートルを経験しているのは強み。ひょっとしたらひょっとするぞ」、パドックで「今度はしっかり乗ってこい」と言葉をかけられたが、内田は嵐山Sの失敗から「下手な小細工はせずに、マックイーンの能力を発揮させることだけ考えよう」と考えていた。レースはマイネルガイストの逃げで始まり、4番人気とダークホース的な立場に推奨されていたマックイーンは、折り合いに気をつけながら内々の5、6番手を進む。1番人気のメジロライアンはいつも通り中団から後方に待機し、2番人気のホワイトストーンはライアンのさらに後ろの内を追走。道悪の枯れ芝で前の馬が蹴って飛ぶ根付きの芝で芦毛の馬体を泥だらけにしながら走ったが、内田の左ムチ連打にマックイーンが応えて、インを捌いて伸びてくるホワイトストーンの末脚をしのぎ、ライアンはホワイトストーンから1馬身半差の3着までが精一杯であった。レース前にミヤは「ライアンを勝たせたい」と期待していたが、道悪巧者として知られるライアンは中団から早めに押し上げる得意の戦法を取るも、直線を向いてのラストスパートでじりじりとしか伸びなかった。もがくライアンを尻目に、好位追走から3コーナーで2番手に付けていたマックイーンが勝利し、実況していた杉本清（当時・関西テレビアナウンサー）も「メジロでもマックイーンの方だ！」と絶叫。
内田は師匠の思いに応え、検量に引き上げてくる際、マックイーンの馬上で涙を浮かべ、拳を突き上げた。全身で喜びを表しながら検量室に戻ってきた内田に、池江はまず「おめでとう。よかったな」と声をかけ、次に「そんなに舞い上がらなくても、あとで周りが舞い上がらせてくれるから。今は落ち着け」と言った。
その後1991年から同馬の主戦騎手は、メジロ牧場の悲願である「メジロの父系による天皇賞3代制覇」を果たす為に武豊へ交代となった。

## 騎手成績
|                | 日付           | 競馬場・開催  | 競走名                 | 馬名               | 頭数 | 人気 | 着順 |
| -------------- | -------------- | ------------- | ---------------------- | ------------------ | ---- | ---- | ---- |
| 初騎乗         | 1988年3月5日   | 1回阪神3日3R  | 4歳新馬                | ヤマニンホーマー   | 9頭  | 9    | 6着  |
| 初勝利         | 1988年4月10日  | 2回阪神6日6R  | 4歳500万下             | アルピガ           | 8頭  | 1    | 1着  |
| 重賞初騎乗     | 1989年12月10日 | 3回中京6日11R | 愛知杯                 | カルストンフェイス | 12頭 | 10   | 10着 |
| 重賞初勝利     | 1990年3月4日   | 1回中京2日11R | 中日新聞杯             | ドウカンジョー     | 15頭 | 10   | 1着  |
| GI初騎乗       | 1990年10月28日 | 4回東京8日10R | 天皇賞（秋）           | ラッキーゲラン     | 18頭 | 6    | 17着 |
| GI初勝利       | 1990年11月4日  | 4回京都2日10R | 菊花賞                 | メジロマックイーン | 17頭 | 4    | 1着  |
| 障害初騎乗     | 2006年1月29日  | 2回京都2日4R  | 障害4歳以上未勝利      | パワーホール       | 14頭 | 8    | 6着  |
| 障害初勝利     | 2006年4月8日   | 2回阪神5日4R  | 障害4歳以上未勝利      | アグネスハット     | 14頭 | 2    | 1着  |
| 障害重賞初騎乗 | 2006年5月13日  | 3回京都7日9R  | 京都ジャンプステークス | マイビッグドリーム | 14頭 | 12   | 8着  |

| 通算成績 | 1着 | 2着 | 3着 | 4着以下 | 騎乗回数 | 勝率 | 連対率 |
| -------- | --- | --- | --- | ------- | -------- | ---- | ------ |
| 平地     | 317 | 349 | 387 | 4677    | 5730     | .055 | .116   |
| 障害     | 3   | 4   | 4   | 40      | 51       | .059 | .137   |
| 計       | 320 | 353 | 391 | 4717    | 5781     | .055 | .116   |

### 主な騎乗馬
※太字はGIレース。
- ドウカンジョー（1990年中日新聞杯）
- ラッキーゲラン（1990年函館記念・毎日王冠）
- メジロマックイーン（1990年菊花賞）
- アトムピット（1991年函館3歳ステークス）
- ラビットボール（1993年中山牝馬ステークス）
- シンカイウン（1999年中日新聞杯）

その他
- ウエスタンダンサー
- キングジョイ
- スプリングゲント
- ブルーショットガン